# Unna Suoinak
Unna Suoinak är en sjö i Jokkmokks kommun i Lappland och ingår i Piteälvens huvudavrinningsområde. Sjön har en area på 0,0604 kvadratkilometer och ligger 484,1 meter över havet. Unna Suoinak ligger i Udtja Natura 2000-område.

## Delavrinningsområde
Unna Suoinak ingår i det delavrinningsområde (734911-167201) som SMHI kallar för Mynnar i Sikån. Medelhöjden är 515 meter över havet och ytan är 42,82 kvadratkilometer. Det finns inga avrinningsområden uppströms utan avrinningsområdet är högsta punkten. Nielkekjåkkå som avvattnar avrinningsområdet har biflödesordning 4, vilket innebär att vattnet flödar genom totalt 4 vattendrag innan det når havet efter 152 kilometer. Avrinningsområdet består mestadels av skog (81 procent) och sankmarker (17 procent). Avrinningsområdet har 0,72 kvadratkilometer vattenytor vilket ger det en sjöprocent på 1,7 procent.